# Live in Toronto (Motörhead)
Live in Toronto è una VHS live della band heavy metal britannica Motörhead, pubblicata nel 1982.
La videocassetta è stata pubblicata solo nel Regno Unito ed è un video semi-ufficiale della band, contenente il concerto eseguito il 5 maggio 1982 a Toronto, Canada.

## Tracce
1. Overkill
2. Heart of Stone
3. Shoot You in The Back
4. The Hammer
5. Jailbait
6. America
7. (Dont' Need) Religion
8. Capricorn
9. (Don't Let Em) Grind Ya Down
10. (We Are) The Road Crew
11. No Class
12. Bite The Bullet
13. The Chase Is Better Than The Catch
14. Bomber

## Formazione
- Lemmy Kilmister - basso, voce
- "Fast" Eddie Clarke - chitarra
- Phil "Philthy Animal" Taylor - batteria